# قضية تمام شد
قضية تمام شد  والمعروفة أيضا باسم «سر رجل سوميرتون» هي قضية لم يتم حلها أبدا، وتتعلق باكتشاف جثة رجل مجهول الهوية يوم 1 ديسمبر 1948 على الساعة السادسة والنصف، بشاطئ سوميرتون، إحدى ضواحي مدينة أديلايد، جنوب أستراليا.
وعبارة «تمام شد» تعنى «إنتهى» أو «تمت تصفيته» بالفارسية نسبة إلى آخر مقطع من إحدى صفحات رباعيات عمر الخيام المكتوبة بالفارسية والتي وجدت في أحد الجيوب الخفية للضحية.
وتعتبر القضية «واحدة من أعمق الألغاز الأسترالية»، حيث كانت القضية موضوع الكثير من التكهنات التي لا تزال قائمة إلى يومنا هذا، عن هوية الضحية، والأحداث التي أدت إلى وفاته وسبب الوفاة.
ويرجع اهتمام الرأي العام بالقضية للعديد من العوامل أبرزها وقت اكتشاف القضية، والذي كان يشهد العديد من التوترات بسبب الحرب الباردة. وجود ما يشبه الرمز السري على جزء من قطعة ورقة في جيب خفي للضحية، استخدام اسم غامض غير معروف وعدم القدرة على تحديد هوية الضحية؛ كانت كلها أسبابا جعلت هذه القضية مثارا للجدل آنذاك.
تكهن البعض باحتمال وجود قصة حب مأساوية وراء حادثة القتل هذه.